# Hapu
hapū ("subtribo", ou "clã")  é por vezes descrito como sendo a "unidade política básica na sociedade maori.